# Bibi Andersson

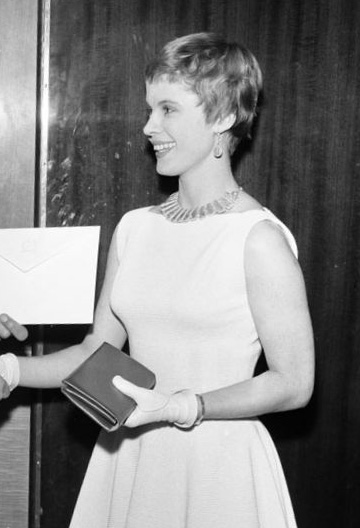
Bibi Andersson 1957.

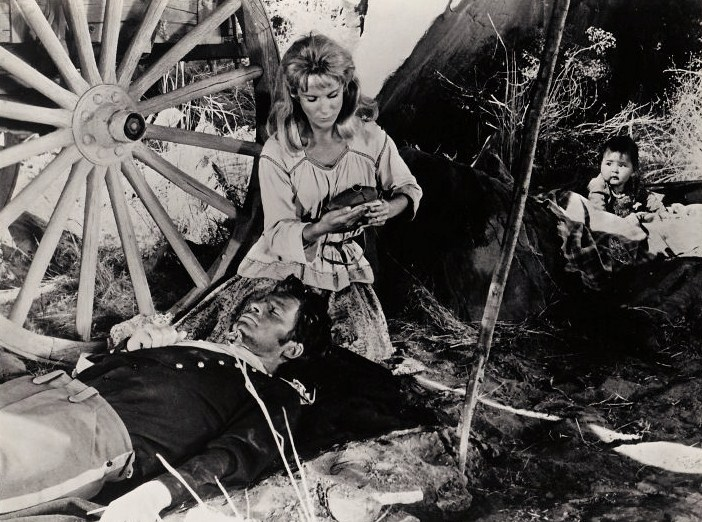
Bill Travers och Bibi Andersson i amerikanska filmen Duell i Diablo (1966).

Bibi Elisabet Andersson, ursprungligen Berit Elisabet Andersson, född 11 november 1935 i Stockholm, död 14 april 2019 i Stockholm, var en svensk skådespelare. Andersson är bland annat känd för sitt samarbete med Ingmar Bergman i filmer som Smultronstället (1957), Det sjunde inseglet (1957) och Persona (1966).

## Biografi

### Konstnärligt arbete
Andersson studerade vid Terserus teaterskola, därefter 1954–56 Dramatens elevskola. Hon var 1956–1959 engagerad vid Malmö stadsteater, 1959–1962 vid Dramaten, 1962 vid Uppsala stadsteater och sedan 1963 vid Dramaten. Åren 1981–1983 var hon anställd vid Sveriges Television. Under 1990-talet regisserade hon också några uppsättningar på Dramaten.
Andersson medverkade i ett 90-tal filmer och TV-produktioner i Sverige och utlandet (Hollywood). Mest känd är hon för sina många samarbeten med regissören Ingmar Bergman på teatern och ett antal prisbelönta filmer, såsom med Nils Poppe i Det sjunde inseglet och Djävulens öga, med Ingrid Thulin i Nära livet och Ansiktet,  med nära vännen Liv Ullmann i Persona och TV-serien Scener ur ett äktenskap, med legendariske Victor Sjöström i Smultronstället, med Elliot Gould i Beröringen. Hon arbetade även med regissörer/aktörer som Mai Zetterling, Vilgot Sjöman, Kjell Grede, Erland Josephson, och medverkade i filmerna om korsriddaren Arn.

### Andra engagemang
Andersson har sagt sig sedan unga år vara uppfostrad att engagera sig i samhällsfrågor, vilket hon också gjort genom åren på olika sätt. Under sin tid i USA lärde hon känna den andligt sökande skådespelerskan Shirley MacLaine och åter i Sverige var hon en av fem kvinnor som 1982 tog initiativet till bildandet av Föreningen Nytänkarna  runt om i Sverige för att sprida kunskap om och intresse för en större andlig verklighet, vilket engagerade henne mycket. Samma år tog hon också initiativ till bildandet av föreningen Artister för fred, och i samband med det långvariga kriget i forna Jugoslavien tog hon återigen initiativet i mitten av 1990-talet till att med andra skådespelare med flera i starta hjälpprojektet Open Road – Sarajevo, för brobyggande stöd och kulturellt moraliskt uppmärksammande av förfallet som skedde.

### Privatliv
Bibi Andersson har varit gift med regissören Kjell Grede (med vilken hon har en dotter), före detta folkpartiledaren Per Ahlmark och var från 2004 gift med läkaren Gabriel Mora Baeza. Hon är syster till premiärdansösen Gerd Andersson och moster till regissören Lars Bethke.
Andersson bodde i Provence i Frankrike och på Djurgården i Stockholm. Hon drabbades våren 2009 av en mycket kraftig stroke, vilken hon aldrig återhämtade sig från.
Bibi Andersson är begravd på Galärvarvskyrkogården i Stockholm.

## Filmografi
- 1952 – Ubåt 39
- 1953 – Dumbom
- 1953 – Vingslag i natten
- 1954 – Herr Arnes penningar
- 1954 – En natt på Glimmingehus
- 1955 – Flickan i regnet
- 1955 – Sommarnattens leende
- 1956 – Sista paret ut
- 1956 – Egen ingång
- 1957 – Det sjunde inseglet
- 1957 – Herr Sleeman kommer (TV-pjäs)
- 1957 – Smultronstället
- 1957 – Sommarnöje sökes
- 1958 – Ansiktet
- 1958 – Lilith (TV-film)
- 1958 – Rabies (TV-film)
- 1958 – Nära livet
- 1958 – Du är mitt äventyr
- 1959 – Den kära leken
- 1960 – Djävulens öga
- 1960 – Bröllopsdagen
- 1961 – Lustgården
- 1961 – Karneval
- 1961 – Square of Violence
- 1961 – Det låter som ett hjärta (TV-film)
- 1961 – Ljuva ungdomstid (TV-pjäs)
- 1962 – Kort är sommaren
- 1962 – Älskarinnan
- 1964 – För att inte tala om alla dessa kvinnor
- 1965 – Juninatt
- 1966 – O lyubvi
- 1966 – Persona
- 1966 – Duell i Diablo
- 1966 – Ön
- 1966 – Syskonbädd 1782
- 1966 – Scusi, lei è favorevole o contrario?
- 1967 – Övergreppet
- 1967 – Trettondagsafton (TV-pjäs)
- 1968 – Svarta palmkronor
- 1968 – Flickorna
- 1969 – Kärlek på sanden
- 1969 – Tänk på ett tal
- 1969 – Fröken Julie (TV-pjäs)
- 1969 – En passion
- 1970 – Farligt återseende
- 1970 – The Kremlin Letter
- 1971 – Beröringen
- 1972 – Mannen från andra sidan
- 1973 – Makt på spel (TV-serie)
- 1973 – Scener ur ett äktenskap
- 1973 – Avskedets timme
- 1974 – After the Fall (TV-film)
- 1974 – Min frus rival
- 1976 – En dåres försvarstal
- 1976 – Blondy
- 1976 – Det regnar över Santiago
- 1977 – Ingen dans på rosor
- 1978 – En folkfiende
- 1978 – L'amour en question
- 1979 – Barnförbjudet
- 1979 – Quintet
- 1979 – Twice a Woman
- 1979 – The Concorde ... Airport '79
- 1980 – Marmeladupproret
- 1981 – Skapelsens krona (TV-pjäs)
- 1981 – Antigone (TV-pjäs)
- 1981 – Linje lusta (TV-pjäs)
- 1981 – Jag rodnar
- 1983 – Exposed
- 1983 – Savannen (TV-film)
- 1983 – Svarta fåglar
- 1983 – Berget på månens baksida
- 1984 – Sista leken
- 1986 – Pobre mariposa
- 1987 – Babettes gästabud
- 1987 – Svart gryning
- 1988 – Måsen (TV-pjäs)
- 1988 – Fordringsägare
- 1993 – Blank päls och starka tassar (TV-film)
- 1994 – Drömspel
- 1998 – Längtans blåa blomma (TV-serie)
- 2000 – Det blir aldrig som man tänkt sig
- 2000 – Anna
- 2002 – Elina – som om jag inte fanns
- 2003 – The Lost Prince (TV-film)
- 2004 – The Return of the Dancing Master (TV-film)
- 2006 – När mörkret faller
- 2007 – Bror och syster
- 2007 – Arn – Tempelriddaren
- 2008 – Arn – Riket vid vägens slut
- 2009 – The Frost

## Teater

### Roller (ej komplett)
| År   | Roll                          | Produktion                                                      | Regi                  | Teater                        |
| ---- | ----------------------------- | --------------------------------------------------------------- | --------------------- | ----------------------------- |
| 1955 | Lone                          | Vår egen ö Leck Fischer                                         | Rolf Carlsten         | Dramaten                      |
| 1955 | Lisa                          | Trämålning Ingmar Bergman                                       | Bengt Ekerot          | Dramaten                      |
| 1956 | Pernette                      | Lyckliga dagar Claude-André Puget                               | Mimi Pollak           | Dramaten                      |
| 1956 | Drottningen                   | De tre musketörerna Alexandre Dumas den äldre                   | Bernt Callenbo        | Dramaten                      |
| 1956 |                               | Snaran Werner Aspenström                                        | Yngve Nordwall        | Malmö stadsteater             |
| 1956 |                               | Trojanska kriget blir inte av Jean Giraudoux                    | Lars-Levi Laestadius  | Malmö stadsteater             |
| 1956 | Karin Månsdotter              | Erik XIV August Strindberg                                      | Ingmar Bergman        | Malmö stadsteater             |
| 1957 | Säterjänta                    | Peer Gynt Henrik Ibsen                                          | Ingmar Bergman        | Malmö stadsteater             |
| 1957 |                               | Eurydike Jean Anouilh                                           | Lars-Levi Laestadius  | Malmö stadsteater             |
| 1957 | Éliante                       | Misantropen Molière                                             | Ingmar Bergman        | Malmö stadsteater             |
| 1958 |                               | Månfåglarna Marcel Aymé                                         | Yngve Nordwall        | Malmö stadsteater             |
| 1958 | Sagan                         | Sagan Hjalmar Bergman                                           | Ingmar Bergman        | Malmö stadsteater             |
| 1958 | Lieschen                      | Ur-Faust Johann Wolfgang von Goethe                             | Ingmar Bergman        | Malmö stadsteater             |
| 1958 | Stina                         | Värmlänningarna Fredrik August Dahlgren och Andreas Randel      | Ingmar Bergman        | Malmö stadsteater             |
| 1959 | Irina                         | Tre systrar Anton Tjechov                                       | Per-Axel Branner      | Dramaten                      |
| 1960 | Tyra                          | Låtsaslek Per-Erik Rundquist                                    | Mimi Pollak           | Dramaten                      |
| 1961 | Arthur, kung Johns brorson    | Kung John (The Life and Death of King John) William Shakespeare | Alf Sjöberg           | Dramaten                      |
| 1961 | Carmen                        | Balkongen Jean Genet                                            | Frank Sundström       | Uppsala stadsteater           |
| 1961 | Julia                         | Romeo och Julia William Shakespeare                             | Frank Sundström       | Uppsala stadsteater           |
| 1963 | Honey                         | Vem är rädd för Virginia Woolf? Edward Albee                    | Ingmar Bergman        | Dramaten                      |
| 1963 | Sagan                         | Sagan Hjalmar Bergman                                           | Ingmar Bergman        | Dramaten                      |
| 1964 | Hästen                        | Balkongen Jean Genet                                            | Frank Sundström       | Dramaten                      |
| 1964 | Celia                         | Som ni behagar William Shakespeare                              | Alf Sjöberg           | Dramaten                      |
| 1964 | Maggie                        | Efter syndafallet Arthur Miller                                 | Frank Sundström       | Dramaten                      |
| 1965 | Laura Wingfield               | Glasmenageriet Tennessee Williams                               | Staffan Aspelin       | Dramaten                      |
| 1966 | Annie                         | Anatol Arthur Schnitzler                                        | Mimi Pollak           | Dramaten                      |
| 1966 | Bertha Ålund                  | Marodörer August Strindberg                                     | Ulf Palme             | Dramaten                      |
| 1966 | Élise                         | Kritiken över Hustruskolan Molière                              | Ingmar Bergman        | Dramaten                      |
| 1966 | Agnes                         | Hustruskolan Molière                                            | Ingmar Bergman        | Dramaten                      |
| 1967 | Marie                         | Flickan i Montreal Lars Forssell                                | Jackie Söderman       | Dramaten                      |
| 1967 | Medverkande                   | Afrikaafton                                                     |                       | Dramaten                      |
| 1971 | Elmire                        | Tartuffe Molière                                                | Mimi Pollak           | Dramaten                      |
| 1972 | Nora                          | Ett dockhem Henrik Ibsen                                        | Frank Sundström       | Dramaten                      |
| 1975 | Viola                         | Trettondagsafton William Shakespeare                            | Ingmar Bergman        | Dramaten                      |
| 1977 | Siri von Essen                | Night of the Tribades Per Olov Enquist                          | Michael Kahn          | Helen Hayes Theatre, New York |
| 1986 | Dona Anna Louise              | Ett gästabud i pestens tid Aleksandr Pusjkin                    | Jurij Ljubimov        | Dramaten                      |
| 1986 | Överstinna Edeblad            | Markurells i Wadköping Hjalmar Bergman                          | Bernt Callenbo        | Dramaten                      |
| 1987 | Gloria                        | Till Julia Margareta Garpe                                      | Margareta Garpe       | Dramaten                      |
| 1988 | Mary Cavan Tyrone             | Lång dags färd mot natt Eugene O'Neill                          | Ingmar Bergman        | Dramaten                      |
| 1989 | Maria Stuart                  | Maria Stuart Friedrich Schiller                                 | Wilhelm Carlsson      | Dramaten                      |
| 1990 | Jelena Sergejevna, lärarinna  | Kära Jelena Ludmila Razumovskaja                                | Jan Bergman           | Dramaten                      |
| 1991 | Åse                           | Peer Gynt Henrik Ibsen                                          | Ingmar Bergman        | Dramaten                      |
| 1992 | Susan                         | Drömkvinnan Alan Ayckbourn                                      | Gunnel Lindblom       | Dramaten                      |
| 1993 | Medverkande                   | Strindbergs kvinnor August Strindberg                           |                       | Dramaten                      |
| 1994 | Ernestina van Veen, scenograf | Goldbergvariationer George Tabori                               | Ingmar Bergman        | Dramaten                      |
| 1994 | Paulina                       | Vintersagan William Shakespeare                                 | Ingmar Bergman        | Dramaten                      |
| 1994 | Medverkande                   | Kvinnoröster                                                    | Bibi Andersson        | Dramaten                      |
| 1997 | Hekabe                        | Trojanskorna Euripides                                          | Wilhelm Carlsson      | Dramaten                      |
| 2001 | Masja                         | Systrarna Per Olov Enquist                                      | Benny Fredriksson     | Stockholms stadsteater        |
| 2004 | Yü Tan                        | Tre knivar från Wei Harry Martinson                             | Staffan Valdemar Holm | Dramaten                      |

## Priser och utmärkelser
- 1958 – Filmfestivalen i Cannes (bästa skådespelerska) – Nära livet
- 1960 – Chaplin-priset – Bröllopsdagen och Djävulens öga
- 1962 – Svenska Dagbladets Thaliapris
- 1963 – Silverbjörnen, Filmfestivalen i Berlin (bästa skådespelerska) – Älskarinnan
- 1966 – Chaplin-priset – Persona och Syskonbädd 1782
- 1967 – Guldbagge (bästa skådespelerska) – Persona
- 1968 – National Society of Film Critics Awards (NSFC Award) – Persona
- 1972 – Guldmasken (bästa kvinnliga huvudroll) – Beröringen
- 1975 – National Society of Film Critics Awards (NSFC Award) – Scener ur ett äktenskap
- 1988 – O'Neill-stipendiet
- 1989 – Litteris et Artibus
- 2000 – Guldbagge (bästa kvinnliga biroll) – Det blir aldrig som man tänkt sig
- 2003 – Guldbagge (bästa kvinnliga biroll) – Elina – som om jag inte fanns
- 2008 – Guldbagge (bästa kvinnliga biroll) – Arn – Tempelriddaren